# انهماری سندرز
انهماری سندرز (انگلیسی: Annemarie Sanders؛ زادهٔ april ۳, ۱۹۵۸ (۶۶ سال)) ورزشکار اهل پادشاهی هلند است.
وی در مسابقات کشوری و بین‌المللی در مجموع برندهٔ ۲ مدال نقره، ۱ مدال برنز شده‌است.